# Simulium rivosecchii
Simulium rivosecchii is een muggensoort uit de familie van de kriebelmuggen (Simuliidae). De wetenschappelijke naam van de soort is voor het eerst geldig gepubliceerd in 1964 door Rubtsov.